# Будинок-музей Генерального судді Василя Кочубея
Будинок генерального судді Василя Кочубея — музей Національного історико-культурного заповідника «Гетьманська столиця» в місті Батурин Ніжинского району Чернігівської області.
Знаходиться в пам'ятці історії та архітектури національного значення — в Будинку Генерального суду Лівобережної України (будинок В. Кочубея) кінця XVII ст.

## Архітектура

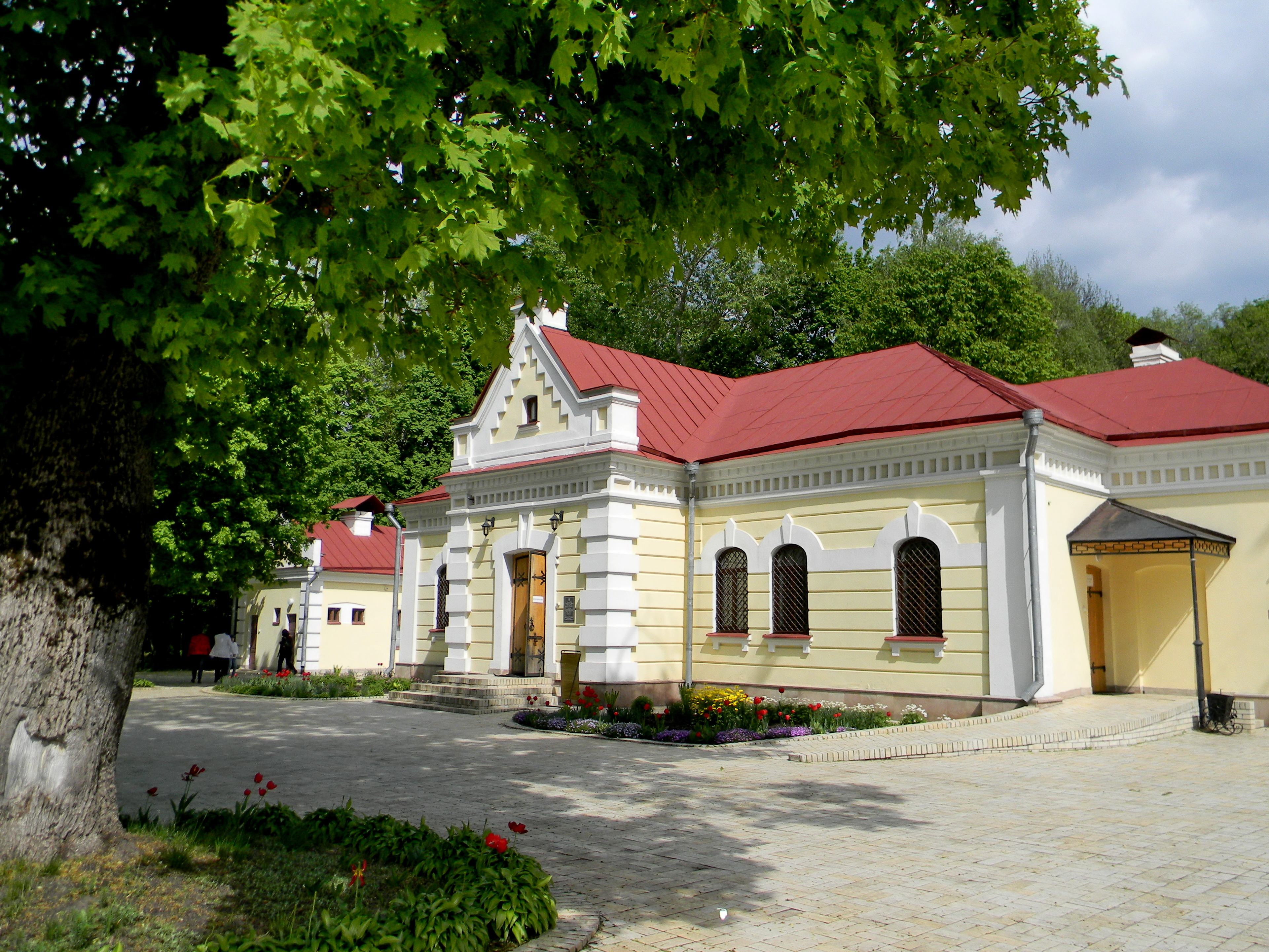
Будинок Генерального суду (будинок В. Кочубея).

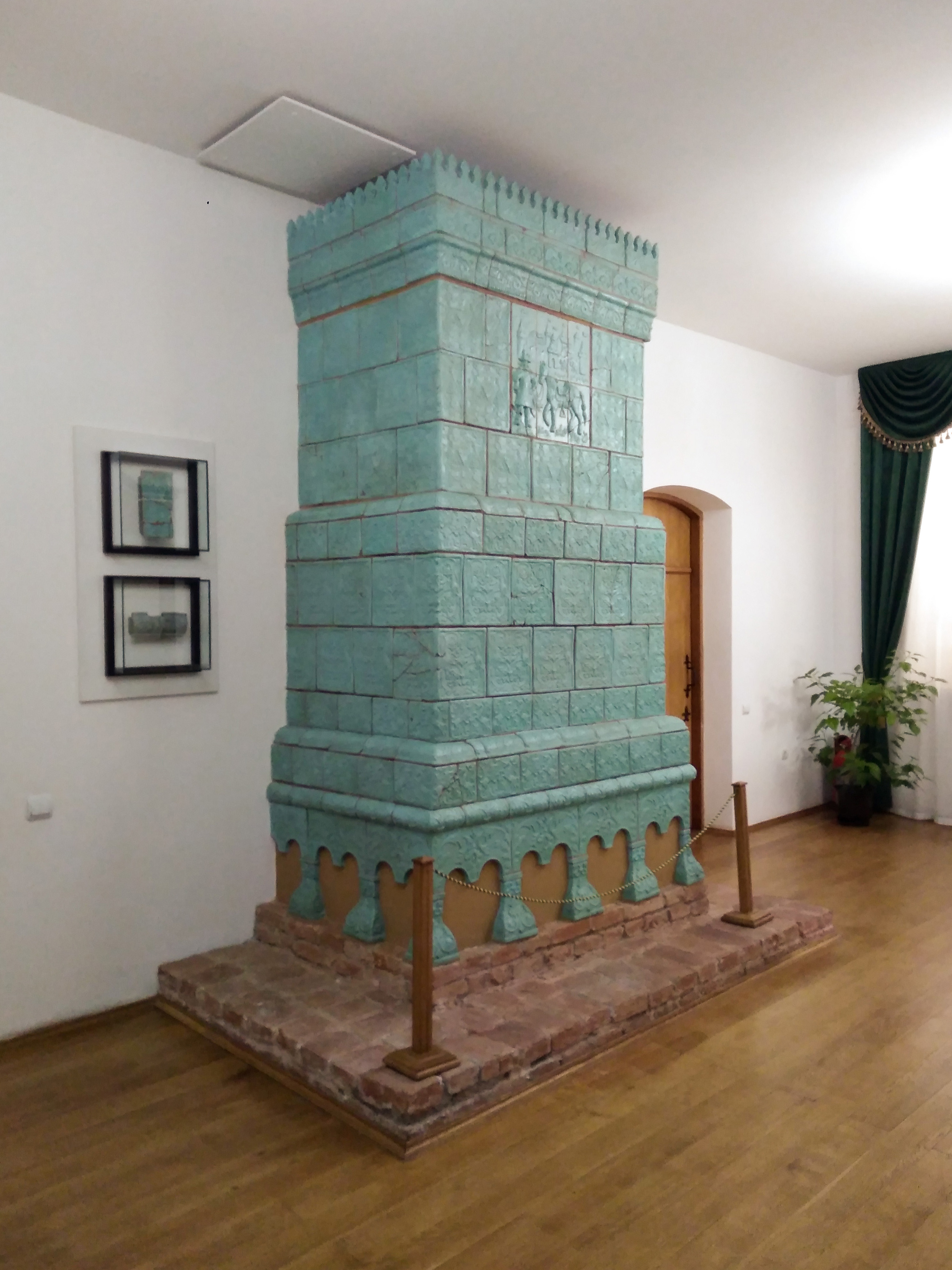
"Лазуревая печь" у будинку В. Кочубея.

Будівлю зведено в другій половині XVII століття в стилі українського (козацького) бароко.
До нашого часу вона дійшла в дещо перебудованому вигляді.
Функціональна типологія об'єкта — адміністративно-житлова будівля, резиденція генерального судді Василя Кочубея. Будинок цегляний. В основі плану лежить прямокутник з ризалітними виступами на східному та західному фасадах (прибудовані у другій половині ХІХ ст.) розміром 22,6 м ×10,8 м. Будівельний об'єм ~ 1300 м², корисна площа ~ 221 м², площа забудови — 242 м².
Будинок одноповерховий з підвалом. Об'єм первісної споруди з підземним поверхом (підвалом) та надземною частиною, які збереглися до нашого часу, є визначним прикладом українського зодчества другої половини XVII століття.
Будівель такого типу в Україні майже не збереглося.

## Історія музею
В 1925 р., з ініціативи Товариства бджолярів ім. П. І. Прокоповича в будинку відкрито музей імені П. І. Прокоповича, який розкривав сторінки життя та діяльності цього видатного бджоляра. Але з початком суцільної колективізації, в 1932 р. музей закрили, його експонати передали в Конотопський  краєзнавчий  музей, де вони знаходяться до сьогодні.
В 1973—1975 рр. тривала реставрація споруди.
В 1975 р. в будинку відкрито історико-краєзнавчий музей. Його першу експозицію було присвячено бджоляреві Петру Прокоповичу, з нагоди 200-ліття від дня його народження.
На виконання Постанови Кабінету Міністрів України № 445 від 14 червня 1993 р., на базі Батуринського історико-краєзнавчого музею в 1994 р. було створено Батуринський державний історико-культурний заповідник «Гетьманська столиця».
Масштабна реставрація будинку Кочубея пройшла в 2003—2005 рр.
З 2006 р. у будинку діє музей заповідника «Гетьманська столиця».

## Музейна експозиція
Історію Будинку висвітлено в його чотирьох залах та підвальному приміщенні.
Експозицію відкриває зала, яка знайомить з історією будівництва, реставрації та використання будинку. Тему розкрито оригінальними предметами з будинку — замками та ключами XVII—XVIII ст.
Глибоко розкрито історію родини Кочубеїв завдяки родовому дереву Кочубеїв, родинним портретам. Окрему вітрину присвячено авторові славнозвісного козацького Літопису — Самійлові Величку.
Темі кохання Мотрі Кочубей та гетьмана Івана Мазепи присвячено окрему залу, центральне місце в якій займають листи гетьмана І. Мазепи до Мотрони. Окрасою залу є ікона «Богоматір», подарована 1704 року гетьманом Іваном Мазепою церкві міста Жовква. В експозиції представлено і погляд нащадків — гравюри Василя Лопати, Сергія Якутовича.
Четверта експозиційна зала знайомить з історією родини останнього власника садиби Кочубеїв — Василя Петровича Кочубея.
Унікальною частиною будівлі є підвал, який за декілька століть не зазнав перебудови. У підвальному приміщенні відтворено інтер'єр в'язниці, де представлено воскові фігури  судового канцеляриста та в'язня.

## Галерея

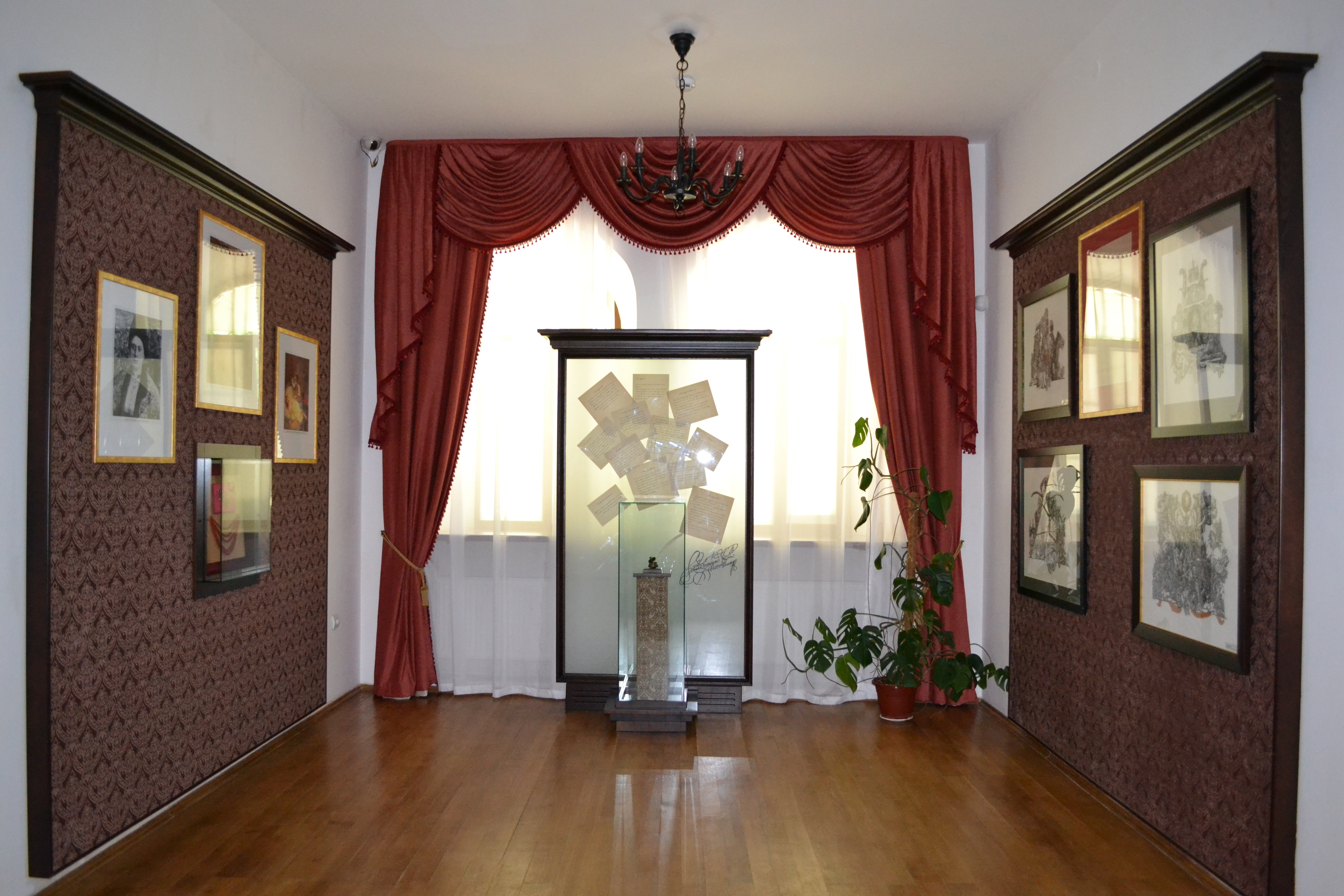
Листи Івана Мазепи до Мотрі Кочубей
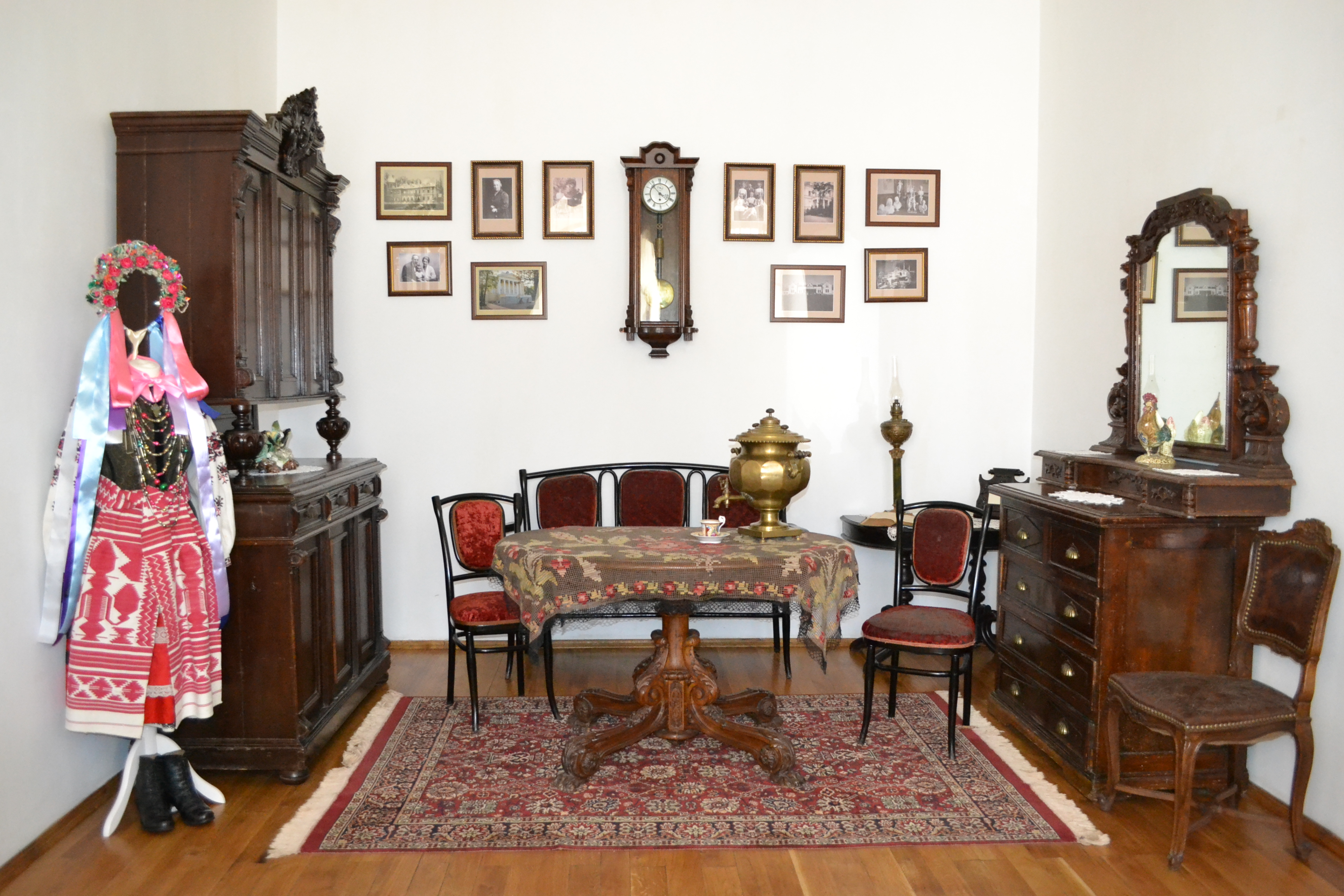
Меблі Кочубеїв у експозиції музею
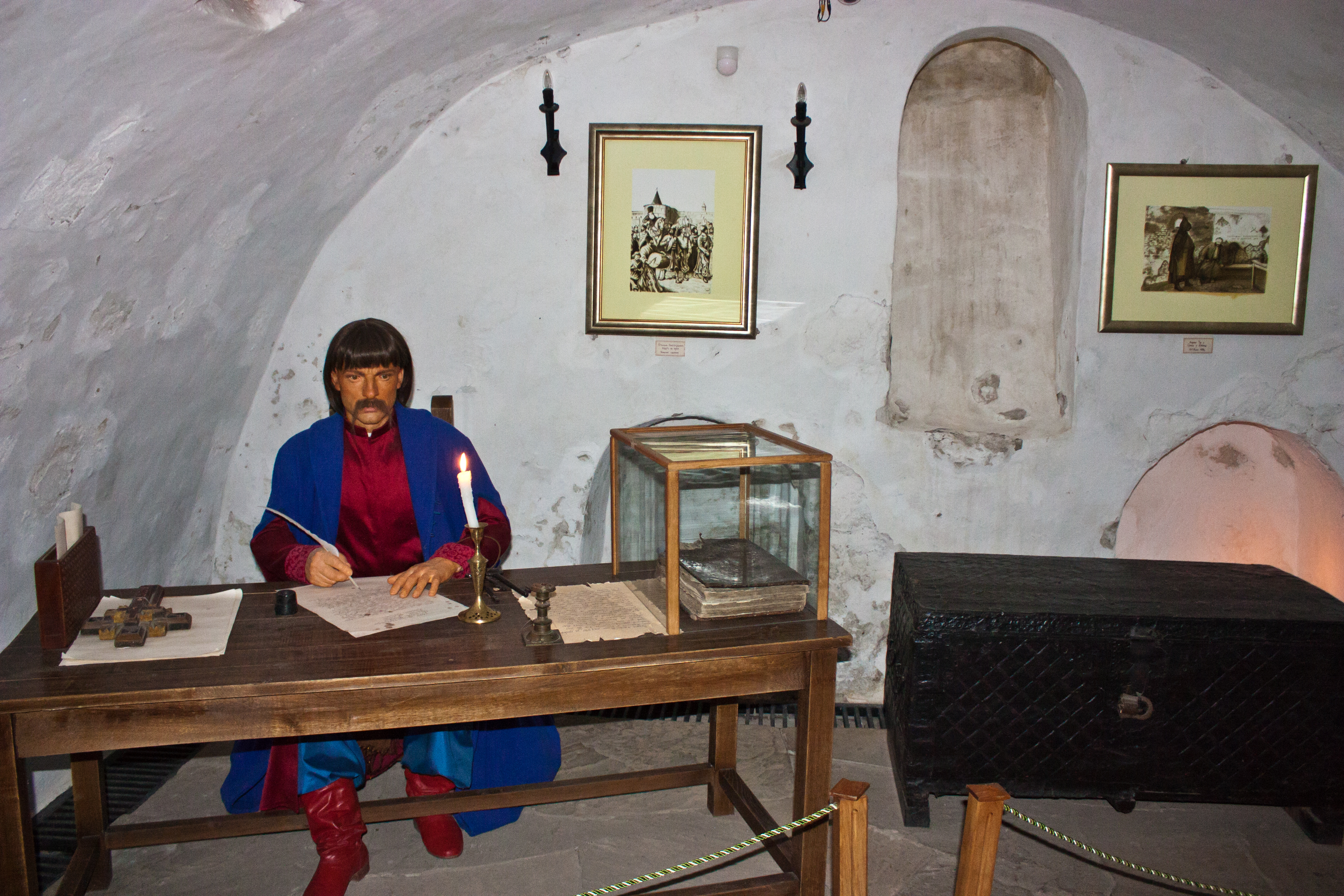
Експозиція, присвячена козацькому судочинству
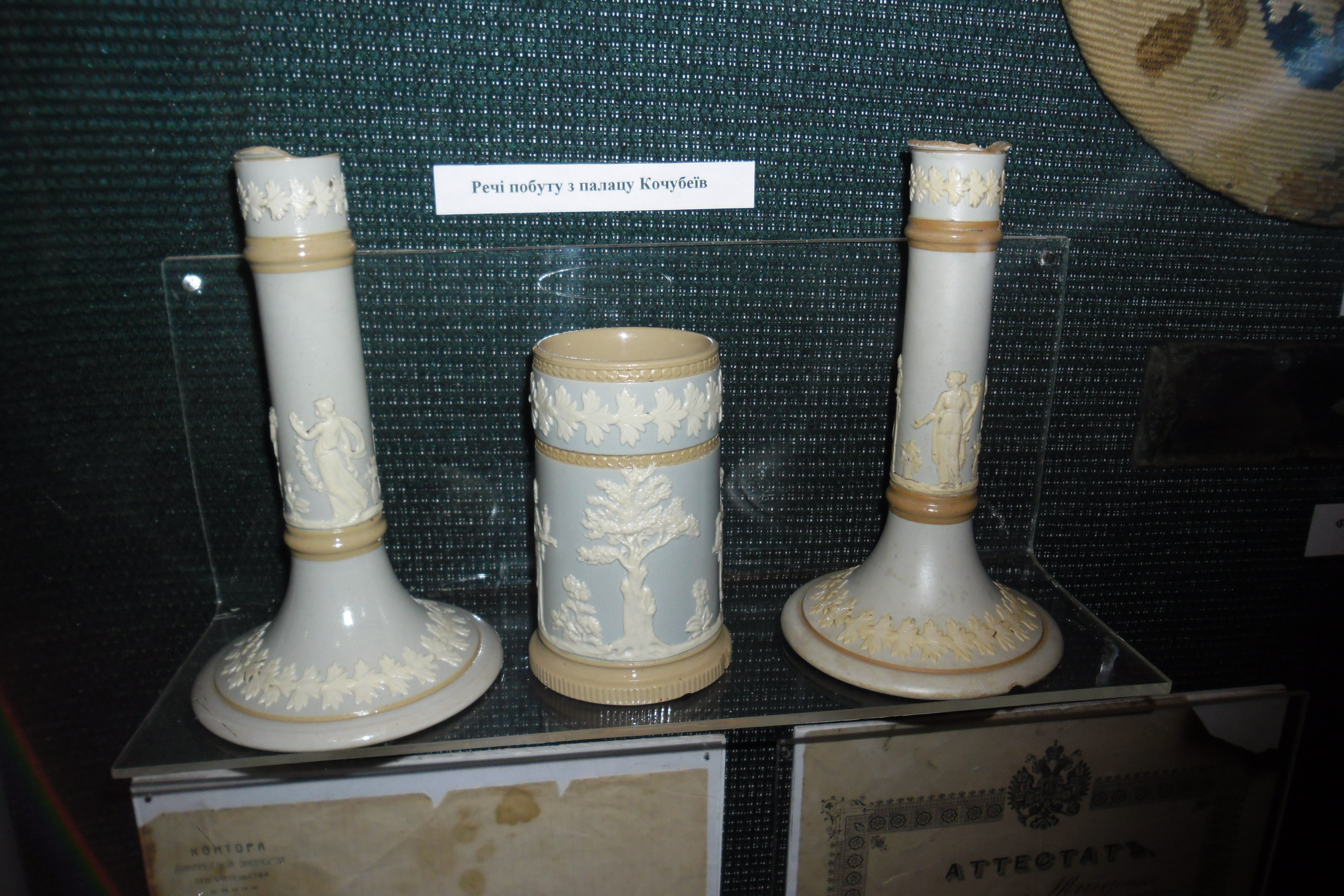
Речі з палацу Кочубеїв.

## Віртуальна екскурсія музеєм
- Віртуальна екскурсія Будинком генерального судді В. Кочубея [Архівовано 7 травня 2018 у Wayback Machine.]